# Paul Batin
Paul Batin (n. 29 iunie 1987, Baia Mare, România) este un fotbalist român, care joacă pe post de atacant la Minaur Baia Mare în Liga a III-a.

## Titluri
| Sezon | Club          | Titlu              |
| ----- | ------------- | ------------------ |
| 2009  | CFR 1907 Cluj | Supercupa României |

## Legături externe
- Profil la romaniansoccer.ro